# Agrotrigia androssovii
Agrotrigia androssovii är en gräsart som först beskrevs av Roman Julievich Roshevitz, och fick sitt nu gällande namn av Nikolai Nikolaievich Tzvelev. Agrotrigia androssovii ingår i släktet Agrotrigia och familjen gräs. Inga underarter finns listade i Catalogue of Life.